# Prova a prendermi
Prova a prendermi (Catch Me If You Can) è un film del 2002 diretto da Steven Spielberg e interpretato da Leonardo DiCaprio e Tom Hanks, adattamento del romanzo autobiografico Catch Me if You Can di Frank Abagnale Jr..
Il film ha riscosso un buon successo, sia da parte della critica che del pubblico, ottenendo due candidature ai Premi Oscar 2003 grazie a John Williams (migliore colonna sonora) e Christopher Walken (miglior attore non protagonista), nel ruolo del padre di Frank Abagnale Jr..

## Trama
(Frase ricorrente del film)
New Rochelle (New York), 1964. La famiglia Abagnale, composta da Frank, Paula e il figlio sedicenne Frank Jr., rispettata e benestante, viene scossa dai problemi del capofamiglia con il fisco statunitense; tutte le banche che va a consultare non gli concedono alcun tipo di prestito, costringendolo a trasferirsi con la famiglia in un modesto appartamento. La moglie Paula, nel frattempo, comincia a intrattenere una relazione segreta con Jack, presidente del Rotary Club di New Rochelle e amico del marito. Dopo Frank Jr., anche Frank scopre il tradimento, a causa del quale vengono avviate le pratiche per il divorzio. Il figlio, messo alle strette da un avvocato, scappa di casa quando viene costretto a scegliere il genitore per l'affidamento.
Frank Jr. vive in varie pensioni di New York sfruttando un blocchetto degli assegni di sua proprietà, ma quando i 25 dollari sul conto aperto dal padre finiscono, gli assegni cominciano a tornare indietro, e i proprietari degli alberghi si rifiutano di concedere gratuitamente un alloggio al giovane. Il ragazzo si rende conto che l'unico modo per continuare la sua esperienza lontano da casa è la truffa: sugli assegni cambia l'anno di nascita stampato (da 1948 a 1938) e si ribattezza Frank Taylor. Avvalendosi della nuova identità, Frank Jr. tenta di farsi cambiare gli assegni falsi da alcune delle banche più rinomate della città, che, tuttavia, rifiutano.
A questo punto, il giovane decide di spacciarsi per un pilota della Pan Am. Dopo aver raccolto tutte le informazioni necessarie, comincia a fabbricare assegni dello stipendio, ottiene una divisa da pilota e vola in giro per il mondo con biglietti omaggio offerti dalla compagnia (deadheading). L'agente dell'FBI Carl Handratty, specialista in frode bancaria, si accorge di lui e si mette sulle sue tracce. Carl sorprende Frank Jr. in una camera d'albergo di Los Angeles, ma il giovane riesce a farla franca convincendo l'agente che la sua identità è quella di Barry Allen dei servizi segreti statunitensi, alla ricerca anch'esso del truffatore.
Frank Jr. fa rotta verso la Georgia, compra degli appartamenti di lusso e intrattiene feste mondane ogni giorno. In una visita all'ospedale, conosce e si invaghisce di un'infermiera, Brenda Strong, e "decide" di diventare medico in quella struttura. Perciò falsifica una laurea all'Università di Harvard con specializzazione in pediatria. Handratty collega il nome Barry Allen all'omonimo personaggio dei fumetti di Flash e scopre, dopo varie indagini dai genitori del ragazzo, che il ricercato è il diciassettenne Frank Abagnale Jr. e che sta esercitando la professione di medico ad Atlanta sotto la falsa identità di Frank Conners.
Frank Jr. nel frattempo cerca di stabilizzarsi e decide di fidanzarsi con Brenda Strong, luterana e figlia di un facoltoso avvocato; per tale ragione, a casa Strong, il giovane cerca di accattivarsi la simpatia dei genitori della ragazza fingendosi laureato a Berkeley, ma viene messo in difficoltà dal padre di Brenda, Roger, che aveva frequentato lo stesso ateneo, ma, dopo un colloquio a quattr'occhi, riesce a ottenere la mano della ragazza. Studierà due settimane giurisprudenza e supererà l'esame da avvocato in Louisiana, necessario per assicurarsi la fiducia dei genitori di Brenda.
Quando Handratty trova l'ufficio del dottor Conners, Frank Jr. se n'è già andato. Una telefonata dello stesso ricercato mette al corrente l'agente dell'imminente fidanzamento e gli rende chiaro come ormai il truffatore non possa più cambiare nome. Handratty e i suoi uomini si presentano alla festa di fidanzamento, ma Frank Jr. fugge con valigie piene di soldi lasciandone molti a Brenda, a cui chiede di raggiungerlo all'aeroporto per fuggire assieme; a quel punto il suo guadagno ammontava a più di quattro milioni di dollari in assegni falsi.
I tentativi dell'FBI di incastrare il fuggitivo, anche utilizzando Brenda come esca, sono vani: Frank Jr. si rifugia in Europa, perpetrando la frode. È il Natale del 1967 quando Handratty, grazie alla consulenza di vecchi tipografi, lo individua e lo cattura a Montrichard, il piccolo comune francese in cui era nata la madre. Frank Jr. sconta due anni in una prigione francese prima che Handratty lo riprenda per l'estradizione negli Stati Uniti. Qui il truffatore viene condannato a dodici anni di isolamento ad Atlanta.
Cinque anni più tardi Handratty, che nel frattempo è andato spesso a trovarlo, rendendosi conto di come l'esperienza di falsario di Frank gli permetta di riconoscere l'originalità di un assegno e come esso sia stato fabbricato con una sola occhiata, lo fa scarcerare a condizione che sconti la pena restante lavorando per l'FBI: Frank Jr., nonostante qualche tentennamento e il pensiero di fuggire per un'ultima volta, accetta e inizia a lavorare per il reparto anti-frode dell'FBI insieme ad Handratty. In seguito si arricchirà legalmente con consulenze e perfezionamento di sistemi antifalsificazione.

## Produzione
La regia del film era stata inizialmente assegnata a Gore Verbinski, ma quest'ultimo dovette rinunciare in quanto già impegnato con il film La maledizione della prima luna. Anche James Gandolfini, previsto originariamente nel ruolo di Carl Handratty, dovette rinunciare per problemi di tempo in quanto era molto impegnato a girare la serie TV I Soprano.
Ed Harris avrebbe dovuto interpretare Frank Abagnale Sr e Chloë Sevigny Brenda Strong.
Dopo l'abbandono di Verbinski, venne ingaggiato Lasse Hallström, ma che si tirò fuori anche lui dopo poco. Spielberg aveva preso in considerazione anche Miloš Forman, e Cameron Crowe, come registi, prima che lui stesso accettasse di dirigerlo, rinunciando a film quali Big Fish - Le storie di una vita incredibile e Memorie di una geisha.

### Sceneggiatura
Il film si basa sulla monografia (non veritiera) di Frank Abagnale Jr., che tra il 1964 e il 1969 riuscì a incassare centinaia di assegni falsi in 26 paesi del mondo e in tutti gli Stati Uniti. Frank Abagnale scrisse la sua autobiografia quando era già stato rilasciato. Successivamente, Abagnale ha continuato a lavorare nel settore finanziario, contribuendo allo sviluppo delle tecniche anti-contraffazione delle banche, disegnando anche nuovi tipi di assegni.
Jeff Nathanson, per la realizzazione di Prova a prendermi, ha adattato il libro cambiando alcuni particolari, ma comunque sempre in collaborazione con Abagnale. Per esempio, esagera il rapporto tra Abagnale e Handratty (che in realtà nel libro si chiama Sean O'Riley) e tralascia particolari (ad esempio, dopo essere stato detenuto in Francia, Abagnale scontò altri sei mesi in una prigione svedese).

### Riprese
Il film è costato in tutto 52 milioni di dollari. Questo è il primo film dal 1988 in cui Tom Hanks non riceve il compenso più alto per un ruolo di protagonista, assegnato a DiCaprio.
Il film è stato girato in 56 giorni all'inizio del 2002, tra febbraio e maggio, in più di 140 posti degli Stati Uniti e del Canada. Uno dei posti era il famoso Terminal 5 dell'aeroporto John F. Kennedy di New York. Quel terminal, costruito nel 1962 e allora considerato un capolavoro d'architettura, aveva chiuso nel 2001 a causa dell'abbandono della TWA, ma ha riaperto nel 2008.
Le riprese esterne dell'aeroporto di Miami sono state girate nell'aeroporto di Ontario in California.

### Cast
Leonardo DiCaprio ha recitato quasi sempre in cattive condizioni di salute. Il vero Frank Abagnale Jr. compare brevemente nel ruolo di un poliziotto francese. Compare anche il figlio di Spielberg: è il ragazzo che dorme sull'aereo dietro DiCaprio quando viene riportato negli Stati Uniti dalla Francia.

## Colonna sonora
La colonna sonora, candidata all'Oscar, è stata prevalentemente composta da John Williams. Tuttavia, sono presenti anche brani dell'epoca in cui il film è ambientato, come ad esempio You Really Got Me dei Kinks e Come Fly With Me di Frank Sinatra.
Vibrante omaggio a Frank Sinatra, magnifico esempio di fusione tra balletto d’avanguardia e musical popolare, Come Fly With Me apre ufficialmente al teatro Marquis di Broadway il 25 marzo ma le anteprime sono già state accolte con entusiasmo e registrano il tutto esaurito quasi ogni sera.
Dopo aver lavorato ad un omonimo musical a Broadway nel luglio 2007 e nel febbraio 2008 si sono tenute due letture pubbliche del libretto.

## Distribuzione

### Date di uscita
Il film venne distribuito a cavallo tra il 2002 e il 2003 in vari paesi del mondo, con le seguenti date:
- 16 dicembre 2002 in Canada (Catch Me If You Can)
- 25 dicembre 2002 negli Stati Uniti d'America (Catch Me If You Can)
- 24 gennaio 2003 in Spagna (Atrápame si puedes)
- 30 gennaio 2003 in Germania (Mein Leben auf der Flucht)
- 31 gennaio 2003 nel Regno Unito (Catch Me If You Can) e in Italia
- 12 febbraio 2003 in Francia (Arrête-moi si tu peux)
- 20 febbraio 2003 in Cile (Atrápame si puedes)

## Accoglienza

### Incassi
A fronte di un budget di 52 milioni di dollari, il film ha incassato 164615351 $ in Nord America e 187498961 $ nel resto del mondo, per un incasso globale di 352114312 $.

## Riconoscimenti
Oltre ad essere stato nominato per due Oscar (Miglior attore non protagonista e Miglior colonna sonora), il film ha vinto numerosi premi:
- Art Directors Guild - Premio all'eccellenza per il design (titoli iniziali);
- BMI Film & TV Awards - Premio alla miglior musica da film (John Williams);
- British Animation Awards - Miglior grafica (titoli iniziali);
- National Society of Film Critics Awards - Miglior attore non protagonista (Christopher Walken);
- Ottawa International Animation Festival - Miglior sequenza di titoli (titoli iniziali);
- Teen Choice Awards - Miglior bugiardo (Leonardo DiCaprio).

- 2003 - Premio Oscar
  - Nomination Miglior attore non protagonista a Christopher Walken
  - Nomination Miglior colonna sonora a John Williams
- 2003 - Golden Globe
  - Nomination Miglior attore in un film drammatico a Leonardo DiCaprio
- 2003 - Premio BAFTA
  - Miglior attore non protagonista a Christopher Walken
  - Nomination Migliore sceneggiatura non originale a Jeff Nathanson
  - Nomination Migliori costumi a Mary Zophres
  - Nomination Miglior colonna sonora a John Williams
- 2003 - Screen Actors Guild Award
  - Miglior attore non protagonista a Christopher Walken

- 2003 - Broadcast Film Critics Association Award
  - Migliore regia a Steven Spielberg
  - Miglior colonna sonora a John Williams
  - Nomination Miglior film
- 2003 - MTV Movie Award
  - Nomination Miglior performance maschile a Leonardo DiCaprio
- 2003 - Satellite Award
  - Nomination Migliore scenografia a Sarah Knowles